# Crater (Yemen)
Crater (conosciuta anche come Kraytar) è una città dello Yemen nel governatorato di 'Adan; porto sul golfo di Aden nella costa occidentale del Paese.
Il nome ufficiale è Seera (arabo: صيرة Ṣīrah).